# Helina atereta
Helina atereta är en tvåvingeart som beskrevs av Feng, Yang och Fan 2004. Helina atereta ingår i släktet Helina och familjen husflugor. Inga underarter finns listade i Catalogue of Life.